# Qwghlm
Qwghlm es un país ficticio, presentado en los libros Criptonomicón y en el Ciclo Barroco: de Neal Stephenson.

## Contexto
Qwghlm está formado por un par de islas, Qwghlm interior y Qwghlm exterior, cerca de la costa noroeste de Gran Bretaña. Las islas son geográficamente similares a las islas Hébridas. 

## Geografía
Qwghlm interior es una isla solo en cierto sentido, ya que está unida a Gran Bretaña por un cordón de arena, que se sumerge con la marea. Durante la Segunda Guerra Mundial, este cordón fue levantado para permitir el paso de camiones y vías ferroviarias. Qwghlm exterior está a 20 millas de la costa.

## Lenguaje
Qwghlm tiene su propio lenguaje, el Qwghlmiano, que tiene su propio alfabeto rúnico y aparentemente no está emparentado con ningún otro lenguaje (como el idioma vasco). Los dos dialectos principales del Qwghlmiano son los correspondientes a Qwghlm interior y exterior. El Qwghlmiano carece casi de vocales y es muy difícil de entender, aun para sus propios hablantes. En la Segunda Guerra Mundial se intentó usarlo para mandar mensajes cifrados (como el idioma navajo), pero los operadores alteraban los mensajes al no captarlos correctamente. El Qwghlmiando escrito en letras latinas es similar al idioma galés.

## Historia
Aparentemente, Qwghlm fue invadido por los romanos, pero fueron repelidos. Durante el tiempo del Ciclo Barroco, Qwghlm es un ducado del Reino Unido. Para los tiempos de la Segunda Guerra Mundial, se consideraba una dependencia de la corona de Gran Bretaña, como la Isla de Man.

## Clima
El clima de Qwghlm es prácticamente polar; su principal producción es lana gris, de una considerable densidad y gran aislante térmico.

## Hijos ilustres
Eliza, uno de los personajes principales del Ciclo Barroco, es nativa de Qwghlm.
- Datos: Q9065466